# NorthSealTeam
Het NorthSealTeam is een vzw die tot doel heeft de rustende zeehonden voor de Belgische kust te beschermen en de bevolking te sensibiliseren. De administratieve zetel is gevestigd in Oostende.

## Geschiedenis
Het NorthSealTeam is in het voorjaar van 2020, na het vaststellen van schrijnende toestanden, door een groep van bezorgde burgers opgericht, om de zeehonden te hoeden en te beschermen. Daarnaast is de betrachting vooral om de bevolking te sensibiliseren. Rustende zeehonden op de Belgische stranden zijn vrij nieuw. De mensen weten nog niet goed hoe ze er mee om moeten gaan. De vrijwilligers zorgen ervoor dat mensen en honden op afstand blijven (Guard). Daarnaast is het de bedoeling om mensen zoveel mogelijk educatief te sensibiliseren (Inform). Wanneer een zeehond ziek of gekwetst is, wordt er contact opgenomen met SeaLife Blankenberge zodat het diertje kan worden opgenomen ter verzorging (Rescue).

## Activiteiten
Het team houdt dagelijks de wacht op de Westelijke Strekdam te Oostende maar kan ook steeds worden opgeroepen via het noodnummer 0491/74 32 78 indien er ergens langsheen de Belgische kust een zeehondje komt rusten op het strand.